# Michel Cartau
Michel Cartau (né le 25 avril 1936 à Brantôme en Dordogne et mort le 28 octobre 2009 à Saint-Michel dans la Charente), également connu sous le nom de Michel Carteaud, est un joueur de football français, qui évoluait au poste de défenseur.

## Biographie
Avec les Girondins de Bordeaux, il joue 10 matchs en Division 1, et 54 matchs en Division 2.